# Navas de San Juan
Navas de San Juan ist ein Ort und eine spanische Gemeinde (municipio) mit 4.409 Einwohnern (Stand: 2024) in der andalusischen Provinz Jaén.

## Lage
Navas de San Juan liegt etwa 80 Kilometer nordöstlich von Jaén in einer Höhe von ca. 655 m. Im Süden begrenzt der Río Guadalimar die Gemeinde.

## Bevölkerungsentwicklung
| Jahr      | 1970  | 1980  | 1990  | 2000  | 2010  | 2020  |
| Einwohner | 5.804 | 5.239 | 5.388 | 5.097 | 4.959 | 4.485 |

## Sehenswürdigkeiten
- Burgreste
- Johannes-der-Täufer-Kirche  (Iglesia de San Juan Bautísta)
- Sebastianuskapelle
- Isidorkapelle
- Kapelle des Marienheiligtums (Santuario de Santa María de la Estrella)
- Rathaus
- Herrenhaus (Palacio de los Benavides)